# Pfarrhaus (Dürnzhausen)

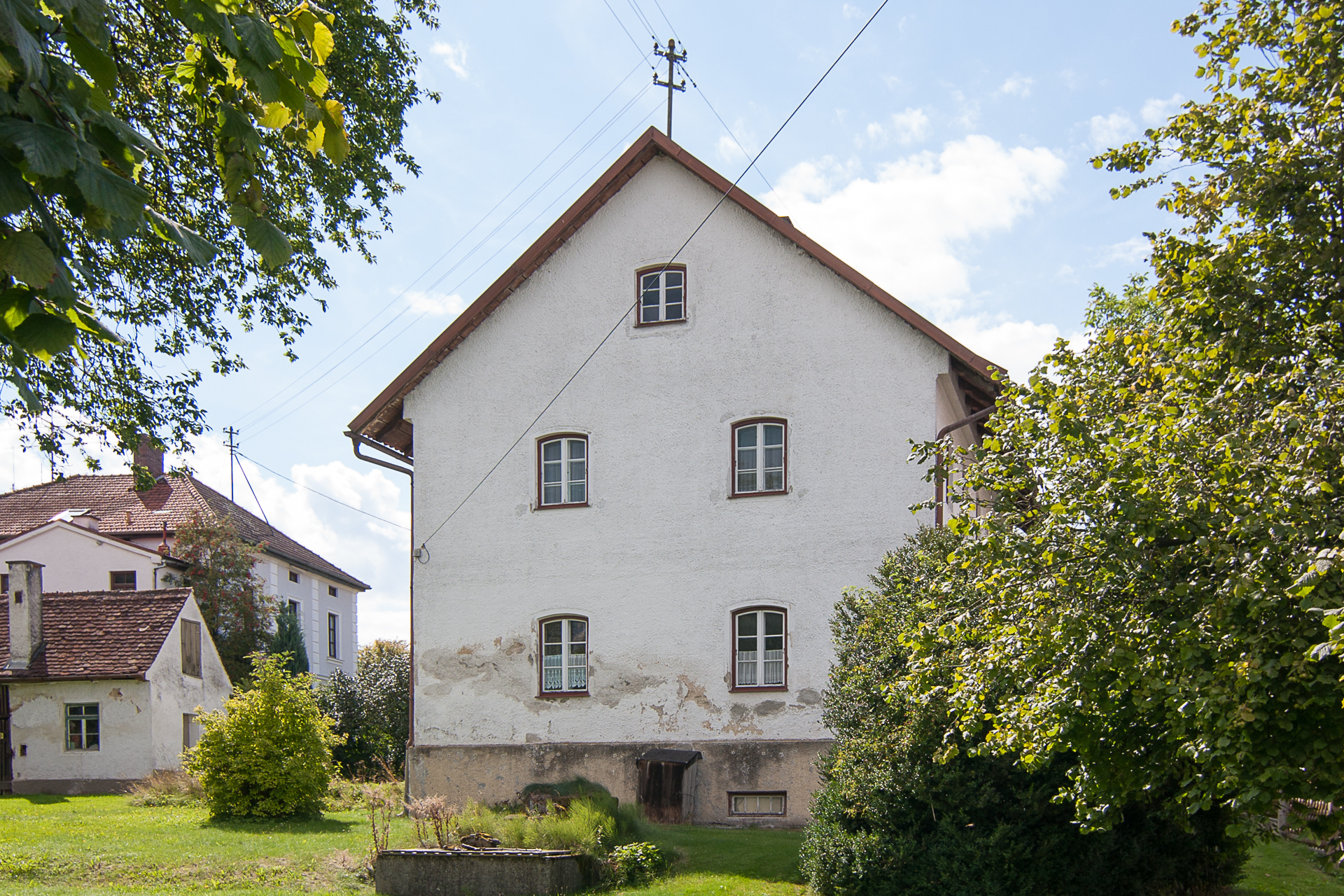
Ehemaliges Pfarrhaus in Dürnzhausen

Das Pfarrhaus in Dürnzhausen, einem Gemeindeteil von Schweitenkirchen im oberbayerischen Landkreis Pfaffenhofen an der Ilm, wurde in der zweiten Hälfte des 19. Jahrhunderts errichtet. Das ehemalige Pfarrhaus am Kirchberg 8, gegenüber der katholischen Kirche St. Georg, gehört zu den geschützten Baudenkmälern in Bayern.
Der zweigeschossige, traufseitige und verputzte Satteldachbau besitzt fünf zu zwei Fensterachsen.